# Istaro
Istaro är en ort i Mexiko.   Den ligger i kommunen Salvador Escalante och delstaten Michoacán de Ocampo, i den södra delen av landet, 280 km väster om huvudstaden Mexico City. Istaro ligger 1 876 meter över havet och antalet invånare är 1 567.
Terrängen runt Istaro är huvudsakligen kuperad, men åt sydväst är den bergig. Runt Istaro är det ganska tätbefolkat, med 54 invånare per kvadratkilometer. Närmaste större samhälle är Ario de Rosales, 14,1 km söder om Istaro. I omgivningarna runt Istaro växer huvudsakligen savannskog.